# Crystal Revenge / Paid In Full
Crystal Revenge / Paid In Full è uno split album condiviso tra Mauro Teho Teardo e Ramleh, pubblicato nel 1991 dalla Minus Habens Records.

## Tracce
A - Crystal Revenge - Ramleh
1. Blowhole
2. Another Dog's Breakfast
3. Anal Guru
4. Caligula

B - Paid In Full - M.T.T. Mauro Teho Teardo
1. Old Pulp Under A Tiny Humb
2. Pleasure At 98.6 FM
3. Funky Buzz Motherfucka
4. Muscleheat Rev
5. Lucentezza
6. Dope Dope Gods Za Za